# Liste der Kulturdenkmale in Schmalkalden/Außerhalb der Kernstadt
Die Liste der Kulturdenkmale in Schmalkalden umfasst die als Ensembles, Straßenzüge und Einzeldenkmale erfassten Kulturdenkmale der thüringischen Stadt Schmalkalden, die vom Thüringischen Landesamt für Denkmalpflege und Archäologie als Bau- und Kunstdenkmale auf dem Gebiet der Stadt mit Stand von 3. Dezember 2024 erfasst wurden. Diese Teilliste gibt die Kulturdenkmale außerhalb der Kernstadt wieder.
Für Kulturdenkmale innerhalb der Kernstadt siehe Liste der Kulturdenkmale in Schmalkalden.

## Legende
- Bild: zeigt ein Bild des Kulturdenkmals und gegebenenfalls einen Link zu weiteren Fotos des Kulturdenkmals im Medienarchiv Wikimedia Commons
- Bezeichnung: Name, Bezeichnung oder die Art des Kulturdenkmals
- Lage: Wenn vorhanden Straßenname und Hausnummer des Kulturdenkmals; Grundsortierung der Liste erfolgt nach dieser Adresse. Der Link Karte führt zu verschiedenen Kartendarstellungen und nennt die Koordinaten des Kulturdenkmals.
 Kartenansicht, um Koordinaten zu setzen – in dieser Kartenansicht sind Kulturdenkmale ohne Koordinaten mit einem roten bzw. orangen Marker dargestellt und können in der Karte gesetzt werden. Kulturdenkmale ohne Bild sind mit einem blauen bzw. roten Marker gekennzeichnet, Kulturdenkmale mit Bild mit einem grünen bzw. orangen Marker.
- Datierung: gibt das Jahr der Fertigstellung beziehungsweise das Datum der Erstnennung oder den Zeitraum der Errichtung an
- Beschreibung: bauliche und geschichtliche Einzelheiten des Kulturdenkmals, vorzugsweise die Denkmaleigenschaften
- ID: Die ID identifiziert das Kulturdenkmal eindeutig. In Thüringen sind aktuell keine IDs veröffentlicht. In der ID-Spalte kann sich auch folgendes Icon  befinden, dies führt zu Angaben zu diesem Kulturdenkmal bei Wikidata.

## Ensembles
| Bild                                    | Bezeichnung                                                                    | Lage | Datierung | Beschreibung | ID |
| --------------------------------------- | ------------------------------------------------------------------------------ | --- | --------- | ------------ | -- |
| Direkt Bild zu diesem Denkmal hochladen | Werk / sogenannte Aue-Hütte, ehem. Puddel- und Walzwerk Uttendorfer und Eichel | Aue |           |              |    |
| BW                                      | Ensemble                                                                       | Helmers, an der Rosa (Karte)                                                                                            |           |              |    |
| BW                                      | Ensemble                                                                       | Näherstille, Hessenhofstraße 10, 11, 12 (Karte)                                                                         |           |              |    |
| BW                                      | Wohnbebauung mit Ausstattung und Garten                                        | Näherstille, Suhler Straße 1, 2, 3, 4, 5 (Karte)                                                                        |           |              |    |
| BW                                      | Ensemble / Alexander-Puschkin-Straße                                           | Wernshausen, Alexander-Puschkin-Straße 1, 2, 3, 24; Bahnhofstraße 3 & 5 & 11; Rudolf-Breitscheid-Straße 13 & 15 (Karte) |           |              |    |
| BW                                      | Fabrik und Villa / Papierfabrik Wernshausen                                    | Wernshausen, Am Bahnhof 5, 23 (Karte)                                                                                   |           |              |    |
| BW                                      | Ensemble / Ortskern                                                            | Wernshausen (Karte) |           |              |    |

## Einzeldenkmale nach Gemarkungen

### Asbach
| Bild                                    | Bezeichnung                         | Lage                                    | Datierung | Beschreibung    | ID |
| --------------------------------------- | ----------------------------------- | --------------------------------------- | --------- | --------------- | -- |
| BW                                      | Wohnhaus                            | Asbach, Hammergasse 11a (Karte)         |           |                 |    |
| BW                                      | Schacht                             | Asbach, Hammergasse 23 (Karte)          |           |                 |    |
| BW                                      | Fabrikantenvilla Schlacheberg       | Asbach, Hammergasse 25a (Karte)         |           |                 |    |
| BW                                      | Wohnhaus                            | Asbach, Hammergasse 5 (Karte)           |           |                 |    |
| Direkt Bild zu diesem Denkmal hochladen | Kleineisenschmiede                  | Asbach, Käbach o. Nr.                   |           |                 |    |
| BW                                      | Wohnhaus                            | Asbach, Käbach 14 (Karte)               |           |                 |    |
| BW                                      | Wohnhaus                            | Asbach, Käbach 20 (Karte)               |           |                 |    |
| Direkt Bild zu diesem Denkmal hochladen | Brunnen                             | Asbach, Lindenplatz o. Nr.              |           |                 |    |
| BW                                      | Schule                              | Asbach, Obere Herrenwiese 1 (Karte)     |           |                 |    |
| BW                                      | Ehemaliges Forsthaus                | Asbach, Schmalkalder Straße 34 (Karte)  |           |                 |    |
| BW                                      | Nebengebäude (Remise)               | Asbach, Schmalkalder Straße 34 (Karte)  |           |                 |    |
| BW                                      | Forsthaus                           | Asbach, Schmalkalder Straße 46 (Karte)  |           |                 |    |
| BW                                      | Wohnhaus                            | Asbach, Schmalkalder Straße 74 (Karte)  |           |                 |    |
| BW                                      | Wohnhaus                            | Asbach, Schmalkalder Straße 88 (Karte)  |           |                 |    |
| BW                                      | Scheune                             | Asbach, Schmalkalder Straße 88 (Karte)  |           |                 |    |
| BW                                      | Brauhaus                            | Asbach, Schmalkalder Straße 98a (Karte) |           |                 |    |
| BW                                      | Brücke                              | Asbach, Schulgasse o. Nr. (Karte)       |           |                 |    |
| BW                                      | Wohnhaus                            | Asbach, Schulgasse 12 (Karte)           |           |                 |    |
| BW                                      | Lehr- und Schaubergwerk Finstertal  | Asbach, Talstraße o. Nr. (Karte)        |           |                 |    |
| Direkt Bild zu diesem Denkmal hochladen | Wasserhochbehälter                  | Asbach, Talstraße o. Nr.                |           |                 |    |
| BW                                      | Hammerschmiede Walter Eff: Schmiede | Asbach, Talstraße 116, 116a (Karte)     |           |                 |    |
| BW                                      | Hammerschmiede Walter Eff: Wohnhaus | Asbach, Talstraße 116, 116a (Karte)     |           |                 |    |
| BW                                      | Zweck- und Nagelschmiede Drechsler  | Asbach, Talstraße 122 (Karte)           |           |                 |    |
| BW                                      | Kleineisenschmiede: Wohnhaus        | Asbach, Talstraße 138 (Karte)           |           |                 |    |
| BW                                      | Kleineisenschmiede: Schmiede        | Asbach, Talstraße 138 (Karte)           |           |                 |    |
| BW                                      | Kleineisenschmiede: Scheune         | Asbach, Talstraße 138 (Karte)           |           |                 |    |
| BW                                      | Pflegeheim / LVA-Heim               | Asbach, Talstraße 152 (Karte)           |           |                 |    |
| BW                                      | Mühle, die Wasch genannt            | Asbach, Talstraße 168 (Karte)           |           |                 |    |
| BW                                      | Wohnhaus                            | Asbach, Talstraße 77 (Karte)            |           |                 |    |
| BW                                      | Wohnhaus                            | Asbach, Talstraße 79 (Karte)            |           |                 |    |
| weitere Bilder Fotos hochladen          | Evangelische Kirche                 | Asbach, Talstraße 84 (Karte)            |           | mit Ausstattung |    |
| BW                                      | Wohnhaus                            | Asbach, Talstraße 85 (Karte)            |           |                 |    |
| BW                                      | Wohnhaus                            | Asbach, Talstraße 99 (Karte)            |           |                 |    |
| Direkt Bild zu diesem Denkmal hochladen | Brunnen                             | Asbach                                  |           |                 |    |

### Breitenbach
| Bild                                    | Bezeichnung     | Lage                                  | Datierung | Beschreibung | ID |
| --------------------------------------- | --------------- | ------------------------------------- | --------- | ------------ | -- |
| Direkt Bild zu diesem Denkmal hochladen | Gehöft          | Breitenbach, Am Hirtengraben 1        |           |              |    |
| Direkt Bild zu diesem Denkmal hochladen | Gehöft          | Breitenbach, Am Hirtengraben 5        |           |              |    |
| Direkt Bild zu diesem Denkmal hochladen | Brunnentränke   | Breitenbach, Christeser Straße o. Nr. |           |              |    |
| Direkt Bild zu diesem Denkmal hochladen | Gehöft          | Breitenbach, Christeser Straße 9      |           |              |    |
| Fotos hochladen                         | Backhaus        | Breitenbach, Christeser Straße 11     |           |              |    |
| Direkt Bild zu diesem Denkmal hochladen | Simultangebäude | Breitenbach, Christeser Straße 17     |           |              |    |

### Haindorf
| Bild                           | Bezeichnung                         | Lage                             | Datierung | Beschreibung | ID |
| ------------------------------ | ----------------------------------- | -------------------------------- | --------- | ------------ | -- |
| weitere Bilder Fotos hochladen | Kirche mit Ausstattung und Kirchhof | Haindorf, Hauptstraße 13 (Karte) |           |              |    |

### Helmers
| Bild                                    | Bezeichnung                                                           | Lage                                               | Datierung | Beschreibung | ID |
| --------------------------------------- | --------------------------------------------------------------------- | -------------------------------------------------- | --------- | ------------ | -- |
| Direkt Bild zu diesem Denkmal hochladen | Brunnen                                                               | Helmers, Fischbachstraße                           |           |              |    |
| BW                                      | Spritzenhaus und Schlauchturm                                         | Helmers, Fischbachstraße 1 (Karte)                 |           |              |    |
| BW                                      | Mühle, Sägewerk, Mühlenkanal                                          | Helmers, Fischbachstraße 1; Hauptstraße 18 (Karte) |           |              |    |
| weitere Bilder Fotos hochladen          | Kirche mit Ausstattung, Kirchhof und Stützmauer / Evangelische Kirche | Helmers, Kirchstraße 1a (Karte)                    |           |              |    |
| BW                                      | Gasthof mit Saalbauten / Weißer Hirsch                                | Helmers, Rosatalstraße 14 (Karte)                  |           |              |    |
| BW                                      | Gutshaus mit Stall, Scheune, Hof und Hofmauer                         | Helmers, Rosatalstraße 7 (Karte)                   |           |              |    |
| BW                                      | Brücke                                                                | Helmers, Rosatalstraße o. Nr. (Karte)              |           |              |    |

### Mittelschmalkalden
| Bild                                    | Bezeichnung | Lage                                       | Datierung | Beschreibung | ID |
| --------------------------------------- | ----------- | ------------------------------------------ | --------- | ------------ | -- |
| BW                                      | Wohnhaus    | Mittelschmalkalden, Schulstraße 11 (Karte) |           |              |    |
| BW                                      | Zweiseithof | Mittelschmalkalden, Schulstraße 13 (Karte) |           |              |    |
| Direkt Bild zu diesem Denkmal hochladen | Kirche      | Mittelschmalkalden                         |           |              |    |

### Mittelstille
| Bild | Bezeichnung     | Lage                                | Datierung | Beschreibung | ID |
| ---- | --------------- | ----------------------------------- | --------- | ------------ | -- |
| BW   | Brunnen         | Mittelstille, Suhler Straße (Karte) |           |              |    |
| BW   | Simultangebäude | Mittelstille, Suhler Straße (Karte) |           |              |    |

### Möckers
| Bild                           | Bezeichnung                         | Lage                        | Datierung | Beschreibung | ID |
| ------------------------------ | ----------------------------------- | --------------------------- | --------- | ------------ | -- |
| weitere Bilder Fotos hochladen | Kirche mit Ausstattung und Kirchhof | Möckers, Kirchweg 1 (Karte) |           |              |    |
| Fotos hochladen                | Backhaus / Dorfbackhaus             | Möckers (Karte)             |           |              |    |

### Näherstille
| Bild                                    | Bezeichnung                                                    | Lage                                                                           | Datierung | Beschreibung | ID |
| --------------------------------------- | -------------------------------------------------------------- | ------------------------------------------------------------------------------ | --------- | ------------ | -- |
| BW                                      | Villa mit Ausstattung und Garten / ehem. Fabrikantenvilla Fack | Näherstille, Asbacher Straße 1 (Karte)                                         |           |              |    |
| BW                                      | Wohnhaus mit Ausstattung, Garten und Nebengebäude              | Näherstille, Asbacher Straße 14 (Karte)                                        |           |              |    |
| BW                                      | Gehöft / Dechantshof                                           | Näherstille, Dechantsgasse 1 & 4 (Karte)                                       |           |              |    |
| BW                                      | Wohnhaus mit Ausstattung und Nebengebäude / Hundshaus          | Näherstille, Suhler Straße 27 & 28 (Karte)                                     |           |              |    |
| Direkt Bild zu diesem Denkmal hochladen | Brücke                                                         | Näherstille, über der Grumbacher Chaussee (Bahnlinie Zella-Mehlis/Wernshausen) |           |              |    |

### Niederschmalkalden
| Bild                           | Bezeichnung            | Lage                                            | Datierung | Beschreibung | ID |
| ------------------------------ | ---------------------- | ----------------------------------------------- | --------- | ------------ | -- |
| weitere Bilder Fotos hochladen | Kirche mit Ausstattung | Niederschmalkalden, Karl-Marx-Straße 17 (Karte) |           |              |    |

### Reichenbach
| Bild                                    | Bezeichnung                  | Lage                               | Datierung | Beschreibung | ID |
| --------------------------------------- | ---------------------------- | ---------------------------------- | --------- | ------------ | -- |
| BW                                      | Gehöft                       | Reichenbach, Reichenbach 2 (Karte) |           |              |    |
| Direkt Bild zu diesem Denkmal hochladen | Brunnen / Unterer Brunnen    | Reichenbach, Reichenbach o. Nr.    |           |              |    |
| Direkt Bild zu diesem Denkmal hochladen | Brunnentrog / Oberer Brunnen | Reichenbach, Reichenbach o. Nr.    |           |              |    |
| Fotos hochladen                         | Backhaus                     | Reichenbach                        |           |              |    |
| BW                                      | Brücke                       | Reichenbach (Karte)                |           |              |    |

### Springstille
| Bild                           | Bezeichnung                         | Lage                 | Datierung | Beschreibung | ID |
| ------------------------------ | ----------------------------------- | -------------------- | --------- | ------------ | -- |
| weitere Bilder Fotos hochladen | Kirche mit Ausstattung und Kirchhof | Springstille (Karte) |           |              |    |

### Waldbezirk Helmers
| Bild | Bezeichnung                   | Lage                                                              | Datierung | Beschreibung | ID |
| ---- | ----------------------------- | ----------------------------------------------------------------- | --------- | ------------ | -- |
| BW   | Ruine / Burgruine Frankenberg | Waldbezirk Helmers, nördlich außerhalb des Dorfes gelegen (Karte) |           |              |    |

### Weidebrunn
| Bild                                    | Bezeichnung                            | Lage                             | Datierung | Beschreibung | ID |
| --------------------------------------- | -------------------------------------- | -------------------------------- | --------- | ------------ | -- |
| BW                                      | Hochofen / Neue Hütte ('Happelshütte') | Weidebrunn, Neue Hütte 1 (Karte) |           |              |    |
| Direkt Bild zu diesem Denkmal hochladen | Mühle / Spatmühle                      | Weidebrunn                       |           |              |    |

### Wernshausen
| Bild                                    | Bezeichnung                                                                                                 | Lage                                                                 | Datierung | Beschreibung | ID |
| --------------------------------------- | --- | -------------------------------------------------------------------- | --------- | ------------ | -- |
| BW                                      | Villa | Wernshausen, Alexander-Puschkin-Straße 1 (Karte)                     |           |              |    |
| BW                                      | Wohnhaus mit Garten und Einfriedung                                                                         | Wernshausen, Alexander-Puschkin-Straße 3 (Karte)                     |           |              |    |
| Direkt Bild zu diesem Denkmal hochladen | Wohnhaus | Wernshausen, Am Bahnhof 3                                            |           |              |    |
| weitere Bilder Fotos hochladen          | Bahnhof | Wernshausen, Am Bahnhof o. Nr. (Karte)                               |           |              |    |
| BW                                      | Wohnhaus | Wernshausen, Bahnhofstraße 11 (Karte)                                |           |              |    |
| weitere Bilder Fotos hochladen          | Kirche mit Ausstattung, Pfarrhaus, Kirchhof, Wegpflasterung und Einfriedung / Katholische Kirche St. Helena | Wernshausen, Bahnhofstraße 5 (Karte)                                 |           |              |    |
| BW                                      | Brunnen | Wernshausen, Haunetaler Platz (Karte)                                |           |              |    |
| Direkt Bild zu diesem Denkmal hochladen | Wohnhaus / Pachtershof                                                                                      | Wernshausen, Hauptstraße 2                                           |           |              |    |
| weitere Bilder Fotos hochladen          | Kirche, Ausstattung, Kirchhof, Torbau/Ehrenmal, Terrassierung/Einfriedung, Treppe / Evangelische Kirche     | Wernshausen, Kirchberg 5 (Karte)                                     |           |              |    |
| BW                                      | Gefallenendenkmal                                                                                           | Wernshausen, Kirchberg o. Nr. (Karte)                                |           |              |    |
| BW                                      | Wohnhaus mit Altenteil                                                                                      | Wernshausen, Mühlgasse 5 (Karte)                                     |           |              |    |
| Direkt Bild zu diesem Denkmal hochladen | Wehranlage                                                                                                  | Wernshausen, Pfarrgasse                                              |           |              |    |
| weitere Bilder Fotos hochladen          | Pfarrhaus mit Stall, Scheune und Umfriedung                                                                 | Wernshausen, Pfarrgasse 5 (Karte)                                    |           |              |    |
| BW                                      | Schule | Wernshausen, Rudolf-Breitscheid-Straße 13 (Karte)                    |           |              |    |
| BW                                      | Gehöft / Pachtershof                                                                                        | Wernshausen, Rudolf-Breitscheid-Straße 5 (Karte)                     |           |              |    |
| BW                                      | Wohn- und Geschäftshaus                                                                                     | Wernshausen, Rudolf-Breitscheid-Straße 6 (Karte)                     |           |              |    |
| BW                                      | Stall und Wirtschaftsgebäude                                                                                | Wernshausen, Straße der Deutsch-Sowjetischen Freundschaft 3 (Karte)  |           |              |    |
| BW                                      | Gehöft | Wernshausen, Straße der Deutsch-Sowjetischen Freundschaft 21 (Karte) |           |              |    |
| BW                                      | Steinbogenbrücke                                                                                            | Wernshausen, Zwick (Karte)                                           |           |              |    |
| BW                                      | Fabrikantenvilla                                                                                            | Wernshausen, Zwick 20 (Karte)                                        |           |              |    |
| Direkt Bild zu diesem Denkmal hochladen | Verwaltungs- und Produktionsgebäude / Kammgarnspinnerei Wernshausen                                         | Wernshausen, Zwick 48, 49, 50                                        |           |              |    |